# Jean-Claude Blocher
Pour les articles homonymes, voir Blocher.
Jean-Claude Blocher, né le 6 janvier 1949 à Paris, est un coureur cycliste français, professionnel de 1973 à 1975.
Son beau-frère Jean-Paul Richard a été cycliste professionnel à la même époque (chez Gan-Mercier).

## Biographie
Il a terminé avant-dernier du Tour de France 1973, après avoir perdu la place de la lanterne rouge conquise par son coéquipier Jacques-André Hochart. Les cinq derniers de ce Tour-de-France étaient d'ailleurs de la même équipe De Kova-Lejeune dont le leader était Lucien Aimar (ancien vainqueur et 17ème du général). Le directeur sportif, Raphaël Géminiani, volubile et qui ne manquait jamais un bon mot, avait dit, à propos de ses coureurs "s'il fallait juste ramasser le maillot jaune mes coureurs se prendraient un tour de reins à vouloir le faire"... 
Ajusteur de formation, il souhaite, lors d'une interview accordée au journal Ouest-France, en juillet 1973, devenir plus tard représentant de commerce. 
Un reportage dans "Miroir du cyclisme" lui sera aussi consacré l'année suivante révélant un personnage sympathique et authentique dans sa vie personnelle et familiale. Cet entregent lui permit sans doute une nouvelle chance dans l'équipe Jobo et il aurait pu faire une carrière plus longue encore, mais lucide, il se résolut à l'abréger, malgré quelques places d'honneur, pour rebondir ailleurs.

## Palmarès
- 1969
  - Paris-Sens Paron
  - 2e de Paris-Blancafort
- 1970
  - Paris-Ézy
  - Paris-Sens[3]
  - Montereau-Sens-Montereau
  - Paris-Vendôme
  - 3e étape du Grand Prix de l'Avenir
  - 3e de Paris-Mantes
- 1972
  - 2e de Paris-Barentin

## Résultats sur les grands tours

### Tour de France
2 participations
- 1973 : 86e
- 1974 : abandon (17e étape)